# Eugenia calycina
Eugenia calycina. también conocida como Jabuti, Pitanga roja, o cerezo de sabana, de campo, o de colina; es una planta de la familia de las mirtáceas. 

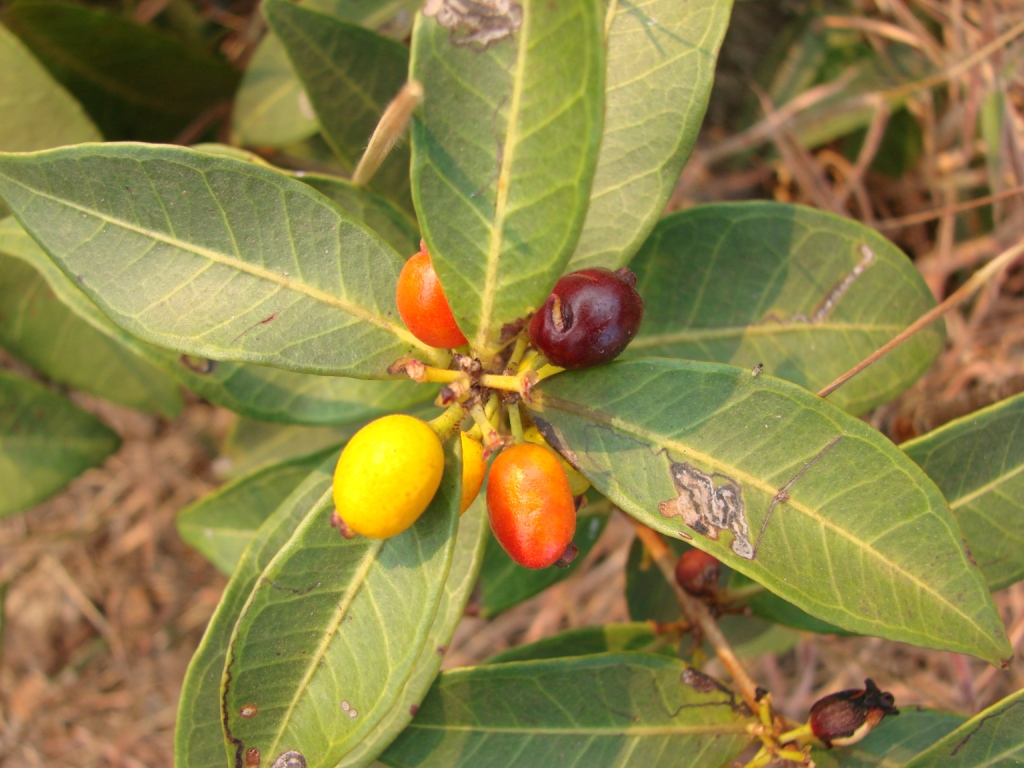
Frutos

## Distribución
Eugenia calycina es originaria de Brasil, incluidos, entre otros, los estados de Goias, Sao Paulo, Minas Gerais, Mato Grosso do Sul, y Paraná. 
Crece silvestre en sabanas y campos hasta 1600 metros (5249 pies) de altura, especialmente en áreas más secas.

## Descripción
Eugenia calycina crece hasta 2 metros (6,5 pies) de altura, aunque normalmente mide entre 0,7 metros (2 pies) y 1,5 metros (5 pies). Las hojas estrechas y coriáceas son de hoja perenne y de forma elíptica. Las flores son de color blanco rosado con cuatro pétalos redondos. Surgen a nuevos asentamientos en el costado o borde entre los tallos y miden 1.5-5.8 centímetros (0.5-2 pulgadas) de largo. La fruta oblonga es de color rojo oscuro a púrpura cuando está madura y mide 2,5 centímetros (1 pulgada) de largo y 1,5 centímetros (0,5 pulgadas) de ancho. Hay al menos dos brácteas ovadas puntiagudas, de base cordada, que miden entre 0,9 y 2,2 centímetros (0,3 y 0,8 pulgadas) de largo en la base de cada fruto. Es comestible y tiene un sabor suave, dulce, parecido a las bayas. Contiene un sola semilla que germina a los 30-45 días de haber sido plantada. 
El crecimiento de las plántulas es rápido, y la planta suele alcanzar los 20 centímetros (8 pulgadas) a los 10 meses de edad. Fructifica de noviembre a enero y florece en primavera. La fructificación comienza cuando la planta tiene 2-3 años de edad. 
La planta prefiere posiciones a pleno sol o sombra parcial y tolera climas semiáridos, templados lluviosos y subtropicales a tropicales secos y húmedos. Toleran las heladas hasta -4 °C (25 °F) y toleran el calor hasta 42 °C (107 °F). Tolera suelos franco-arenosos y suelos arenosos con cuarzo. El pH puede oscilar entre 4,5 y 6,7, con algo de humedad.

## Usos
La fruta a menudo se recolecta de la naturaleza y se come cruda o se convierte en mermeladas y dulces.

## Taxonomía
Eugenia calycina fue descrita por Jacques Cambessèdes y publicado en Flora Brasiliae Meridionalis (quarto ed.) 2(19): 352. 1829[1832].
Etimología
Eugenia: nombre genérico otorgado en honor del  Príncipe Eugenio de Saboya.
calycina: epíteto latino  que significa, "con un notable cáliz" 
Variedad aceptada
- Eugenia calycina var. herbacea (O.Berg) Mattos

Sinonimia
- Eugenia calycina var. calycina
- Eugenia goyazensis Nied.
- Eugenia lundiana Kiaersk.
- Phyllocalyx calycinus (Cambess.) O.Berg
- Phyllocalyx regelianus O.Berg[4]